# Khalitu
Khalitu vagy Halitu[ni] (proto-örmény ḫalitu, görög Χαλδία, azaz Khaldia) ókori terület, geopolitikai fogalom. Létrejötte valószínűleg Hajasa-Azzi i. e. 13. századi összeomlásával áll kapcsolatban. Halitunak azon proto-örmény, illetve proto-kartvéli népek országát nevezték az i. e. 8. században, akiket ma „hegyi kháldeusok” néven ismerünk. E nép nem összetévesztendő a babiloni kháldeusokkal, országuk pedig görögül Khaldia, a babiloni viszont Khaldaia. A hegyi kháldeusok az a nép, akiket a görögök khalüpszként írtak le. A khalüpszök először Kolkhisz (hettita Kulḫa) környékén laktak, majd felvándoroltak a Pontoszi-hegység keleti részére is, nagyjából Trapezusz (ma Trabzon) magasságába.
Hajasa-Azzi összeomlásának idején már e térségben élhettek, felváltva a kaszkákat, de államuk vagy nem volt, vagy azonos az urartui forrásokban szereplő Diauehivel. Diauehi az i. e. 9. századtól állandó célpontja volt a hódító urartui királyoknak, mivel a Földközi-tengertől a Fekete-tengerig tartó, az Eufrátesz mentén haladó kereskedelmi karavánutak haladtak át rajta. I. e. 756-ban, Trapezusz első görög kolóniájának alapításakor elsőként velük vették fel a kapcsolatot, az egész Halüsz völgyét róluk nevezték el. Kappadókia, Armenia Magna és a kaukázusi Ibéria voltak a szomszédjaik. E szállásterületük Halitu, ahol vasércbányáik miatt már évszázadok óta a vastermékek szállítóiként váltak fontossá az ókori kereskedelemben, de gazdag ezüstbányákkal is rendelkeztek.
Khalitu az i. e. 7. század elején II. Rusza urartui király és a kimmerek hadjáratának esett áldozatul, csakúgy mint Phrügia. Rusza feliratai a muskhik, hettiták és Halitu elleni háborúról szólnak. Ezek közül a muskhik a moszkhoszokkal azonosak, és itt a nyugati águk, a phrügök szerepelnek, a hettiták az újhettita királyságokat takarják, elsősorban a kelet-anatóliai hegyvidéken, valamint a tőlük északabbra fekvő Halitu, KURmu-uš-ki-né, azaz a muskhik országa. A térségben néhány évtizedig a kimmerek voltak az urak, majd helyüket a szkíták vették át.
Az i. e. 8. századtól leginkább Khaldia néven ismerték. A Méd Birodalom általi annexiót még elkerülték, de az Óperzsa Birodalom II. Kurus alatt, az i. e. 6. század második felében beolvasztotta Arme szatrapia területébe.
Az elnevezés a 9. században újjáéledt, Bizánc θέμα Χαλδίας (Thema Khaldiasz) néven provinciát szervezett a területen. Később a Trapezunti Császárság része lett, majd az oszmán-törökök foglalták el.